# Диалекты норвежского языка

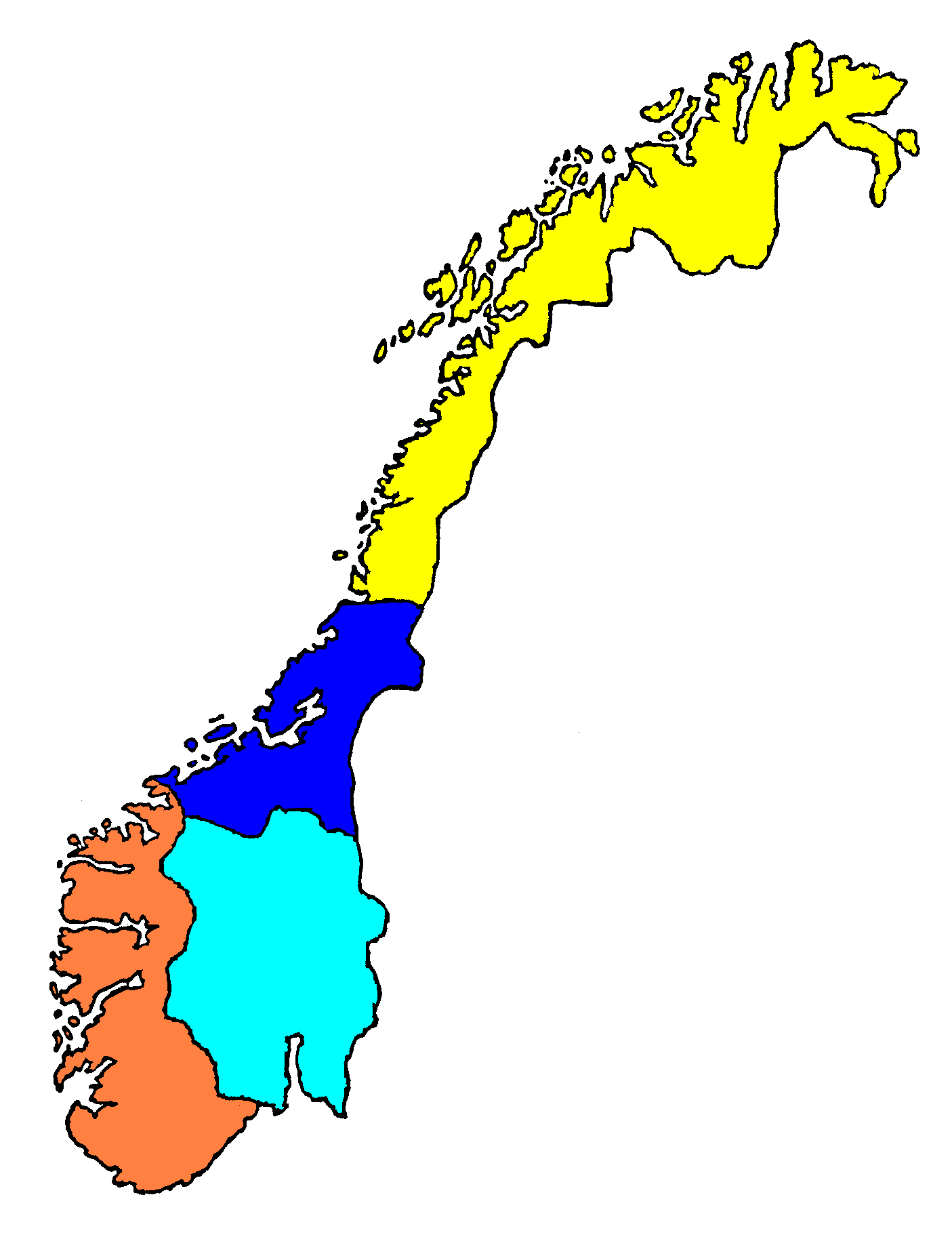
Распространение четырёх основных семейств норвежских диалектов: жёлтый — нурношк, тёмно-синий — трёндешк, оранжевый — вестланнск и светло-голубой — эстланнск.

Диалекты норвежского языка — совокупность скандинавских диалектов, используемых в Норвегии. Традиционно диалекты норвежского разделялись на две основные группы: восточнонорвежские, используемые в Эстланне и Трёнделаге, и западно-норвежские, используемые в Вестланне и Нур-Норге. В более современных исследованиях эти группы также разделяются на четыре подгруппы: нурношк (северная Норвегия), трёндешк (центральная Норвегия), вестланнск (западная Норвегия) и эстланнск (восточная Норвегия). Основные различия между диалектами заключаются в наличии или отсутствии таких языковых черт, как равновесие, музыкальное ударение и ретрофлексный одноударный (так называемый «толстый») l.
В целом диалекты являются взаимопонятными, но между ними, тем не менее, имеются значительные различия с точки зрения произношения, грамматики, синтаксиса и лексики. Наряду с диалектами в Норвегии также используются различные социолекты и литературные стандарты, среди которых сильнее всего выделяется стандартный восточно-норвежский язык, который представляет собой восточный вариант произношения букмола и не является диалектом норвежского в лингвистическом смысле слова.
К диалектам норвежского не относятся квенский язык и различные саамские языки, распространённые на севере страны, а также цыганский и смешанный скандинавско-цыганский языки.

## История
Уже в XI—XIV веках между норвежскими диалектами существовали заметные различия, в основном обусловленные географией страны. Чем плотнее была заселена определённая местность, тем меньше в ней было диалектальных различий. Часто границы распространения диалектов совпадают с линиями горных хребтов, границами лесов и пустошей. Также важную роль в распространении диалектов играли административные границы, в частности, границы церковных приходов.
В наши дни различия между диалектами постепенно стираются в связи с распространением новых коммуникационных технологий и внутренней миграцией населения. Наибольшим изменениям подвергается лексика, увеличивается количество заимствований, в основном из английского языка. Также заметные изменения происходят в фонетике, среди них — постепенное слияние звуков, передаваемых сочетаниями kj и sj, а также распространение в Вестланне и Сёрланне особого произношения звука r.

## Основные группы
В первом приближении диалекты норвежского можно разделить на две основные группы: восточные и западные. В восточных диалектах, которые, в свою очередь, делятся на эстланнск и трёндешк, проявился так называемый закон равновесия — в словах, имевших в древнезападноскандинавском языке долгий корневой гласный, безударные звуки стали произноситься слабее или, как в трёндешке, вовсе исчезли, то есть имеет место апокопа. Отсюда происходит явление расщеплённого инфинитива — в одном и том же диалекте неопределённая форма глагола имеет два разных окончания (-a и -e в эстланнске, -a и нулевое окончание в трёндешке), в то время как в литературном языке оно лишь одно. Также в диалектах эстношка звук l имеет особое произношение, называемое «толстым l», которое встречается в словах, которые в древненорвежском имели звуки l или rð.
В западно-норвежских диалектах, которые делятся на вестланнск и нурношк, в основном не проявляются ни «толстый l», ни закон равновесия (и, как следствие, расщеплённый инфинитив). Однако нурношк имеет сильно выраженную апокопу — нулевые окончания инфинитива глагола и некоторых существительных. Также «толстый l» и расщеплённый инфинитив наблюдаются в некоторых диалектах Хельгеланна.
Ещё одной чертой, позволяющей отличить западно-норвежские диалекты от восточно-норвежских, является музыкальное ударение в двусложных словах. В западно-норвежских диалектах основное ударение падает на первый слог и при переходе ко второму слогу интонация становится нисходящей, в восточно-норвежских — наоборот, второй слог акцентируется усиленным ударением и повышением интонации.
Распространение некоторых языковых черт, характерных для определённых диалектов, не вписывается в устоявшееся деление на группы. Так, палатализация некоторых альвеолярных согласных характерна для северной и центральной частей Норвегии, однако на юге страны и в Финнмарке она не встречается. Также в некоторых немногочисленных диалектах центральной Норвегии сохранился дательный падеж.

### Эстланнск
Диалекты эстланнска делятся на четыре группы:
- виквешк[норв.] (регионы Эстфолл, Вестфолл, Гренланн[норв.]),
- оппланнск[норв.] (центральный Эстланн),
- мидтэстланнск[норв.] (вокруг Осло),
- мидланнсмол[норв.] (Халлингдал[норв.], Валлрес[норв.], Гудбраннсдален и другие восточные горные долины Эстланна).

В Осло также распространён особый столичный диалект. Главное отличие диалектов эстланнска от остальных норвежских диалектов заключается в сильном влиянии стандартного восточно-норвежского языка и во многом обусловлено близостью к столице.

### Вестланнск
Диалекты вестланнска распространены в Эуст-Агдере, Вест-Агдере, Ругаланне, Хордаланне, Согн-ог-Фьюране и Мёре-ог-Ромсдале. Данные диалекты обычно делят на подгруппы в зависимости от произношения -e или -a в окончаниях инфинитива глаголов и существительных женского рода.

### Трёндешк
Трёндешк используется в Трёнделаге, Нурьмёре и Биндале. Помимо закона равновесия, отличительной чертой некоторых диалектов трёндешка является употребление дательного падежа, исчезнувшего из остальных норвежских диалектов.

### Нурношк
Данные диалекты распространены в самой северной части Норвегии — в Нурланне и Тромс-ог-Финнмарке. Нурношк заметно отличается от остальных норвежских диалектов особым музыкальным ударением и интонацией, однако в целом трудно выделить черты, которые были бы общими для всех северо-норвежских диалектов.